# Carattere speciale
Carattere speciale (reso graficamente c@ra++ere s?ec!@le) è il secondo album in studio del rapper italiano thasup, pubblicato il 30 settembre 2022 dalla Sony Music.

## Descrizione
Uscito a distanza di tre anni da 23 6451, il disco è stato anticipato dai singoli Moon (22 ottobre 2021) e Siri in collaborazione con Lazza e Sfera Ebbasta con produzione di Charlie Charles (15 luglio 2022).
Ad agosto 2022 sono stati installati cartelloni pubblicitari nelle città di Roma e Milano atte a pubblicizzare le prime collaborazioni presenti nell'album, tra i quali Rkomi, i Pinguini Tattici Nucleari, Rondodasosa, Coez e i sopracitati Lazza e Sfera Ebbasta. Il successivo 7 settembre la pubblicità è stata estesa tramite affissione di codici QR che indirizzavano al pre-ordine del disco, mentre due giorni più tardi sono stati annunciati altri cinque collaborazioni: prima quelle con Shiva e Tananai e in seguito quelle con la sorella Mara Sattei, Tiziano Ferro e Salmo. Il 12 dello stesso mese vengono resi pubblici copertina, titolo e lista tracce.
In occasione dell'uscita dell'album, il 29 settembre 2022 l'artista ha tenuto per la prima volta in assoluto un concerto; inoltre è stato possibile visitare la Thahouse a Milano, che nascondeva vari riferimenti ai brani contenuti in Carattere speciale, ed è stata data la Thapaper, un giornale che conteneva i testi dei brani e una piccola spiegazione riguardo a un verso contenuto in ogni traccia.
Il 1º gennaio 2023 è stato pubblicato come quinto singolo estratto Rotonda, realizzato in collaborazione con Tiziano Ferro. Nel mese di marzo Bilico è stato scelto come colonna sonora della campagna pubblicitaria della Ringo, mentre Okkappa è stato impiegato come colonna sonora per uno spot del Crodino.

## Tracce
1. Marte – 2:44
2. Okkappa – 2:22
3. Ily (feat. Coez) – 3:26 (testo: Davide Mattei, Silvano Albanese)
4. Loop (feat. Mara Sattei) – 2:56 (testo: Davide Mattei, Sara Mattei)
5. Bilico – 2:24
6. Rotonda (feat. Tiziano Ferro) – 2:40 (testo: Davide Mattei, Tiziano Ferro, Marco Sonzini)
7. Yeah (feat. Shiva) – 2:37 (testo: Davide Mattei, Andrea Arrigoni)
8. Come ti vorrei – 3:16
9. Rock & rolla (feat. Rkomi) – 2:57 (testo: Davide Mattei, Mirko Martorana)
10. Molecole (interlude) – 2:05
11. Scialla (feat. Tananai) – 3:05 (testo: Davide Mattei, Alberto Cotta Ramusino)
12. Riva (feat. Pinguini Tattici Nucleari) – 2:50 (testo: Davide Mattei, Riccardo Zanotti)
13. Mi ami o è fake – 2:08
14. Siri (feat. Lazza, Sfera Ebbasta) – 3:57 (testo: Davide Mattei, Gionata Boschetti, Jacopo Lazzarini, Paolo Alberto Monachetti)
15. Baby nel bed – 2:00
16. Casino nella mia testa (feat. Salmo) – 2:27 (testo: Davide Mattei, Maurizio Pisciottu)
17. Woah – 2:44
18. Ciao (feat. Rondodasosa) – 3:32 (testo: Davide Mattei, Mattia Barbieri, Brytavious Lakeith Chambers)
19. Più bla se c'è bling – 1:54
20. Moon – 2:54

Riedizione digitale del 2023
1. Dimmi che c'è (feat. Tedua) – 3:02 (testo: Davide Mattei, Mario Molinari)

## Formazione
- Thasup – voce, produzione, missaggio, mastering
- Coez – voce aggiuntiva (traccia 3)
- Mara Sattei – voce aggiuntiva (traccia 4)
- Tiziano Ferro – voce aggiuntiva (traccia 6)
- Shiva – voce aggiuntiva (traccia 7)
- Rkomi – voce aggiuntiva (traccia 9)
- Tananai – voce aggiuntiva (traccia 11)
- Pinguini Tattici Nucleari – voce aggiuntiva (traccia 12)
- Lazza – voce aggiuntiva (traccia 14)
- Sfera Ebbasta – voce aggiuntiva (traccia 14)
- Salmo – voce aggiuntiva (traccia 16)
- Rondodasosa – voce aggiuntiva (traccia 18)
- Marco Sonzini – produzione (traccia 6)
- Charlie Charles – produzione (traccia 14)
- Tay Keith – produzione (traccia 18)
- Andrea Suriani – missaggio, mastering

## Classifiche

### Classifiche settimanali
| Classifica (2022) | Posizione massima |
| ----------------- | ----------------- |
| Italia            | 1                 |
| Svizzera          | 11                |

### Classifiche di fine anno
| Classifica (2022) | Posizione |
| ----------------- | --------- |
| Italia            | 6         |
| Classifica (2023) | Posizione |
| Italia            | 14        |
| Classifica (2024) | Posizione |
| Italia            | 62        |